# Kugelkopf-Blaugras
Das Kugelkopf-Blaugras (Sesleriella sphaerocephala), auch Gewöhnliches Kugelkopfblaugras genannt, ist eine Art der Pflanzengattung Sesleriella innerhalb der Familie der Süßgräser (Poaceae). Dieser Endemit kommt nur in den Südostalpen vor.

## Beschreibung

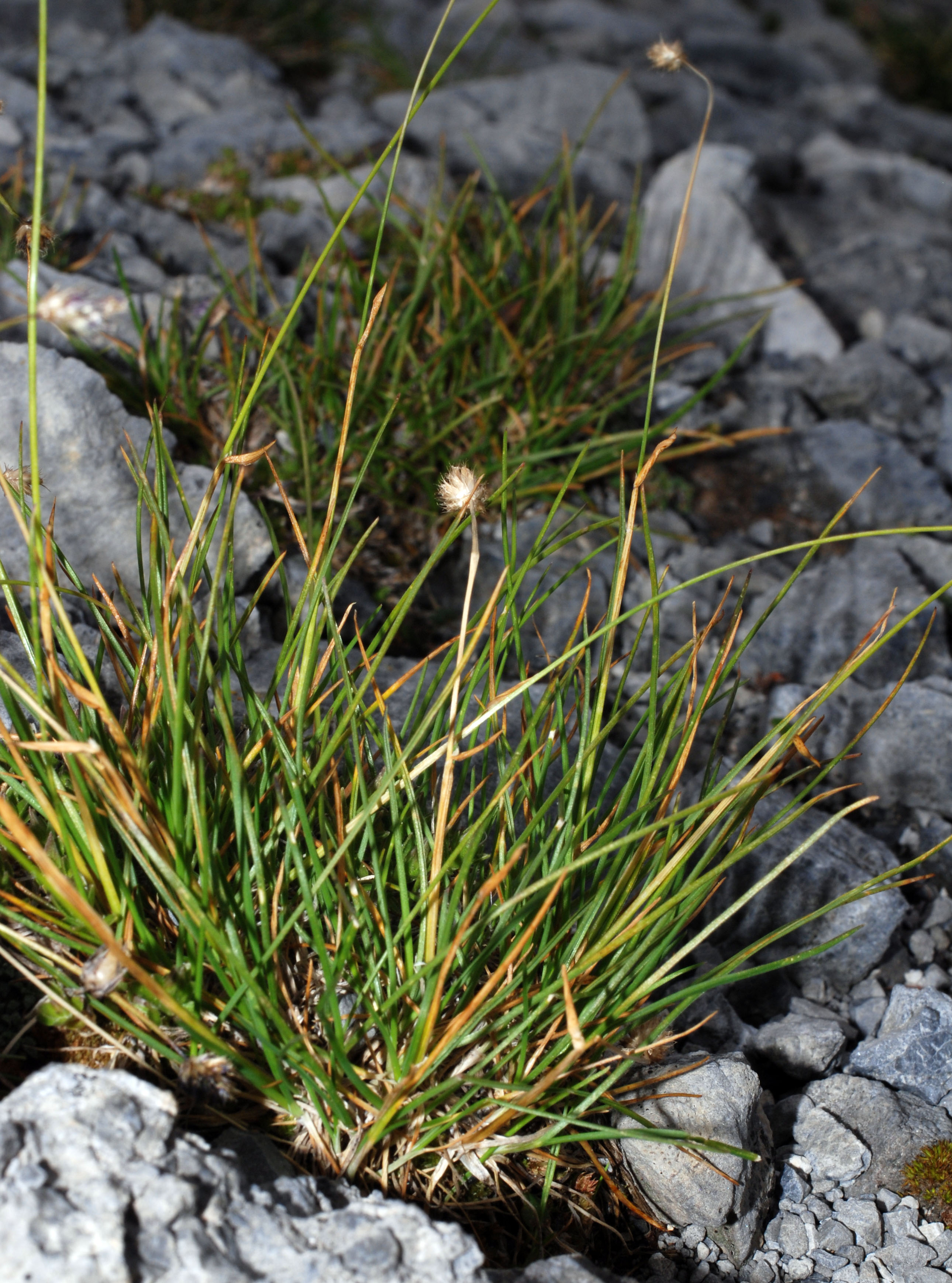
Habitus im fruchtender Zustand

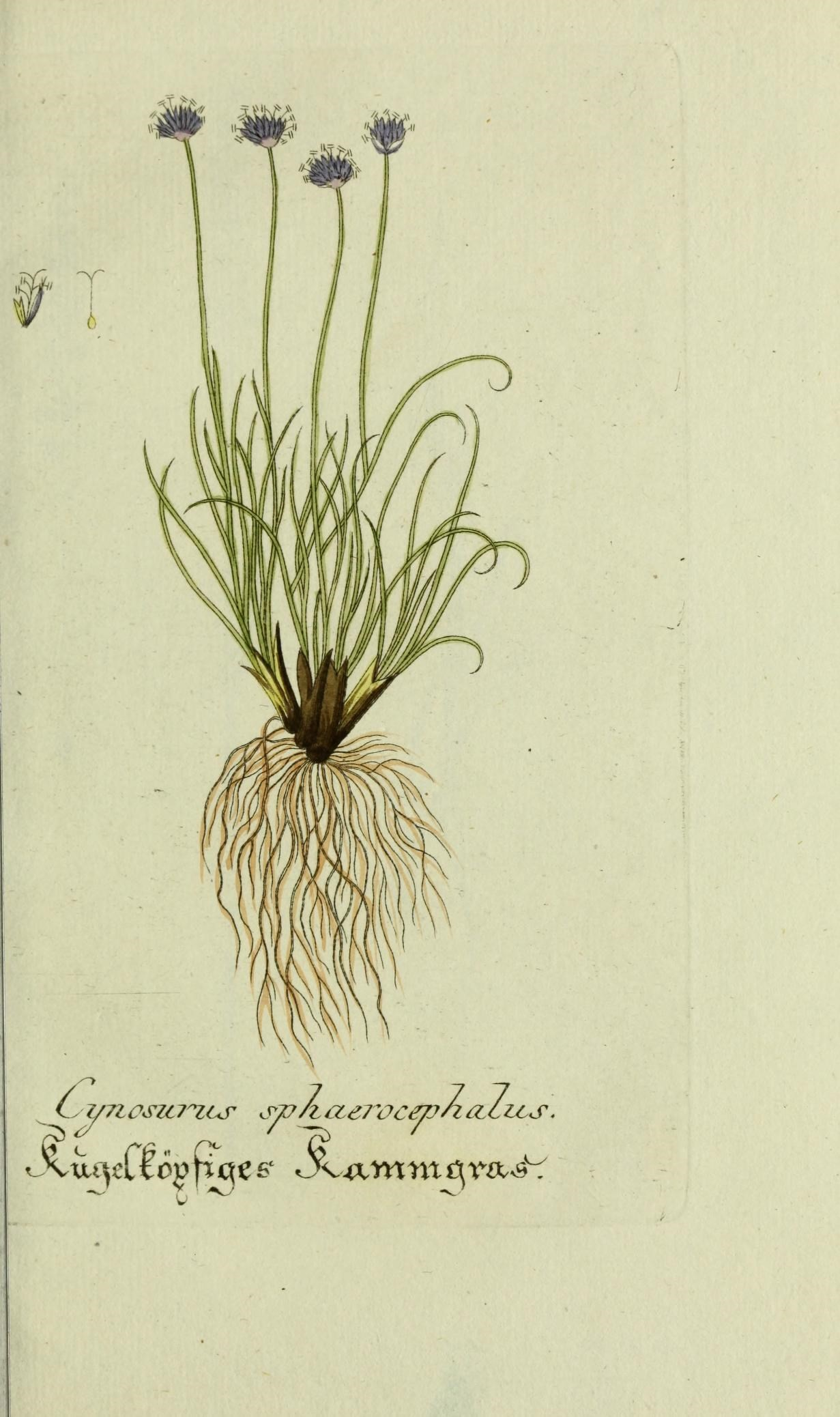
Illustration aus Plantarum indigenarum et exoticarum icones ad vivum coloratae, oder, Sammlung nach der Natur gemalter Abbildungen inn- und ausländischer Pflanzen, für Liebhaber und Beflissene der Botanik

### Vegetative Merkmale
Das Kugelkopf-Blaugras ist eine ausdauernde krautige Pflanze. Es bildet dichte Horste. Es erreicht zur Blütezeit Wuchshöhen von 2 bis 12 Zentimetern und bis zur Fruchtzeit 15 bis 20 Zentimetern. Die Halme sind nur im untersten Teil an ein oder zwei Knoten mit Laubblättern besetzt. Die wechselständig am Halm angeordneten Laubblätter sind in Blattscheide und Blattspreite gegliedert. Das Blatthäutchen der oberen Halmblätter ist 0,5 bis 1 Millimeter lang. Die einfache Blattspreite ist 1 bis 10 Zentimeter lang und 1 bis 3 Millimeter breit, flach oder gefaltet.

### Generative Merkmale
Die Blütezeit reicht von Juli bis August. Der rispige Blütenstand ist 5 bis 12 Millimeter lang und 5 bis 12 Millimeter breit, sehr dicht, ist entweder blaugrau, hell gelblich oder silberfarben und besitzt am Grunde zwei halbkreisförmige Tragblätter. Die Ährchen enthalten drei oder vier Blütchen und sind 4,5 bis 6 Millimeter lang. Die Hüllspelzen sind einnervig und 4 bis 5 Millimeter lang, kahl oder an den Rändern schwach behaart. Die Deckspelzen sind fünfnervig, 3 bis 4,5 Millimeter lang und mit einer 0,3 bis 1,5 Millimeter langen Granne versehen. Die Vorspelzen sind zweinervig, fast so lang oder wenig länger wie die Deckspelzen. Die Staubbeutel sind 1,5 bis 2 Millimeter lang.
Die Chromosomenzahl beträgt 2n = 14.

## Vorkommen
Das Kugelkopf-Blaugras gedeiht nur in den Südostalpen. Es gibt Fundortangaben für die Schweiz, Österreich, Italien und Slowenien.
Das Kugelkopf-Blaugras steigt in den Pragser Dolomiten am Dürrenstein in Höhenlagen bis zu 2839 Metern auf. In den Dolomiten ist es sonst in Höhenlagen von 1570 bis 2565 Metern verbreitet. Am Sassalbo im Puschlav kommt es von 2200 bis 2800 Meter vor.
Das Kugelkopf-Blaugras wächst in der subalpinen bis alpinen Höhenstufe auf Geröllhalden und in Felsspalten. Es gedeiht am besten auf trockenen, basenreichen, meist kalkreichen, nährstoffarmen, humusarmen, steinigen Böden. Es gedeiht in der Assoziation des Seslerio-Semperviretum.
Die ökologischen Zeigerwerte nach Landolt et al. 2010 sind in der Schweiz: Feuchtezahl F = 2 (mäßig trocken), Lichtzahl L = 5 (sehr hell), Reaktionszahl R = 5 (basisch), Temperaturzahl T = 1+ (unter-alpin, supra-subalpin und ober-subalpin), Nährstoffzahl N = 1 (sehr nährstoffarm), Kontinentalitätszahl K = 4 (subkontinental).

## Taxonomie und Systematik
Die Erstveröffentlichung erfolgte 1764 unter dem Namen (Basionym) Sesleria sphaerocephala durch Pietro Arduino in Animadversionum Botanicarum Specimen Alterum, Seite 20, tab.7. Die Neukombination Sesleriella sphaerocephala (Ard.) Deyl wurde 1946 durch Miloš Deyl in Opera Botanica Čechica, Band 3, Seite 230 veröffentlicht und dabei wurde die Gattung Sesleriella aufgestellt. Ein Synonym für Sesleriella sphaerocephala (Ard.) Deyl ist Cynosurus sphaerocephalus (Ard.) Wulfen. Der Gattungsname Sesleriella ehrt den italienischen Arzt und Botaniker Lionardo Sesler.
In der Gattung der Kugelkopfgräser (Sesleriella) gibt es eine weitere Art:
- Weißliches Kugelkopfblaugras (Sesleriella leucocephala (DC.) Deyl): Es kommt in der Schweiz, in Italien, in Kärnten und Osttirol und im früheren Jugoslawien vor. Bei ihm sind die Spelzen gelblich bis silbrig bleich und die Vorspelze ist kürzer als die Deckspelze.[6]